# Hamadryades
Cet article concerne des personnages mythologiques. Pour le babouin, voir Hamadryade (singe).

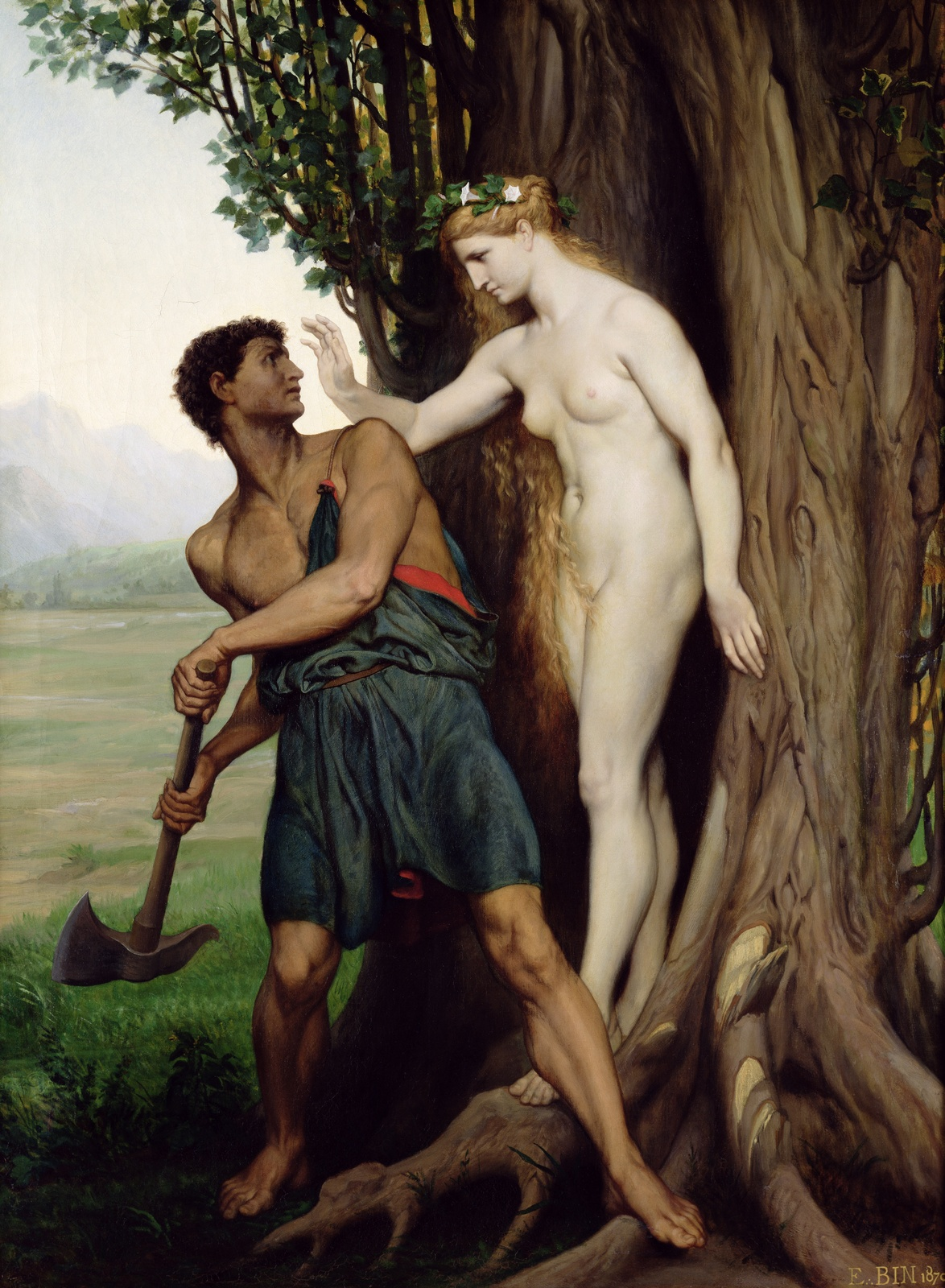
Le Bûcheron et l’Hamadryade Aïgeïros, par Émile Bin (1870).

Dans la mythologie grecque, les hamadryades (en grec ancien Ἁμαδρυάδες / Hamadryádes) ou adryades (en grec ancien Ἀδρυάδες / Adryádes) sont des nymphes des arbres. Elles sont comparables aux dryades, sauf qu’elles sont liées à un seul arbre, et meurent avec lui s’il est abattu.

## Listes d'Hamadryades

### Filles d'Oxyle et Hamadryas

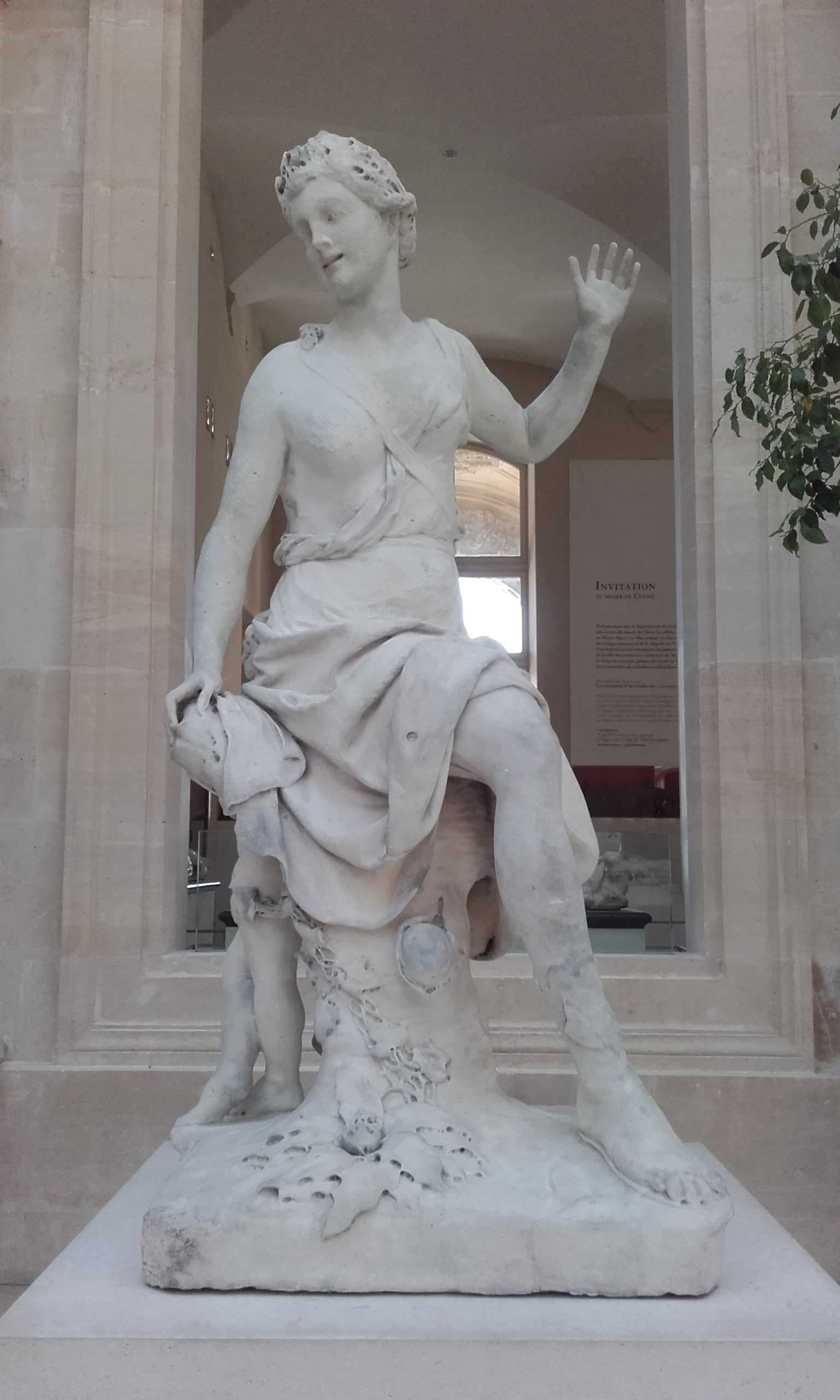
"Hamadryade" ou "Nymphe des Chênes", statue en marbre par Antoine Coysevox, vers 1707-1709, Musée du Louvre.

Les Deipnosophistes d'Athénée de Naucratis énumère huit hamadryades, les filles d'Oxyle et Hamadryas, qui serait la première hamadryade :
- Karya (noyer ou noisetier)
- Balanos (chêne)
- Kraneia (cornouiller)
- Morée (mûrier)
- Aigeiros (peuplier noir)
- Ptelea (orme)
- Ampelos (vignes, en particulier Vitis)
- Syke/Sykea (figuier)

## Sources
- Antoninus Liberalis, Métamorphoses [détail des éditions] (v.30-32).
- Apollonios de Rhodes, Argonautiques [détail des éditions] [lire en ligne] (II, 471).
- Nonnos de Panopolis, Dionysiaques [détail des éditions] [lire en ligne] (II, 92 ; XIV, 1 ; XVI, 356 ; XVII, 310 ; XXII, 1 et 82 ; XXIV, 123 et 148 ; XXXII, 143 ; XXXVII, 10 ; XLIV, 12, 88 et 142 ; XLVII, 456 ; XLVIII, 188, 456 et 514).
- Ovide, Métamorphoses [détail des éditions] [lire en ligne] (I,689 ; XIV, 622), Fastes [détail des éditions] [lire en ligne] (II, 155).
- Properce, Élégies [détail des éditions] [lire en ligne] (I, 20 ; II,32).